# Alagoa Nova
Alagoa Nova és municipi en l'estat de Paraíba (Brasil), a la regió metropolitana d'Esperança. D'acord amb l'IBGE (Instituto Brasileiro de Geografia e Estatística), l'any de 2006 la seva població era estimada en 19.146 habitants. Àrea territorial de 122 km².
La regió era primitivament habitada pels indis bultrins, de la nació cariri. Va ser fundat un aldeamento, l'Aldeia Velha, posteriorment anomenada Bultrin. Amb la promulgació del Directori dels Indis, el 1760 les terres indígenes de l'extingit aldeamento van ser envaïdes per fazendeiros, generant una conflicte amb els indígenes, que van resistir a la invasió. Els indis van ser vençuts. Molts van ser esclavitzats. Els que van quedar van anar a viure a la missió del Pilar. Els portuguesos van establir llavors hisendes a la regió, que van ser els nuclis de nous poblats.
En 1763 el governador Francisco Xavier de Miranda Henrique concedí les terres de Olho D'Agua da Prata, veïnes a Bultrin a Maria Tavares Leitão i al seu fill, l'alferes José Abreu Tranca. Utilitzant mà d'obra esclava, cultivaren agricultura de subsistència i van crear bestiar. El excedente de farina era venut per al sertão, el que va dur l'historiador Epaminondas Câmara a denominar aquest període de "civilització de la farina".
El districte va ser creat amb la denominació d'Alagoa Nova, per la llei provincial núm. 6, de 22 de febrer de 1837 i instal·lat el 27 de febrer de 1851, subordinat al municipi de Campina Grande. Va ser elevat a la categoria de vila amb la denominació d'Alagoa Nova, per la llei provincial núm. 10, de 5 de setembre de 1850, desmembrat de Campina Grande, amb seu al nucli de Alagoa Nova.
districte seu.
El municipi va ser escenari de la Revolta do Quebra-Quilos, el 1874. En aquesta ocasió, l'arxiu de l'ajuntament va ser incendiat, el que va fer que part de la història del municipi fos perduda.
El 5 de juny de 1900, va ser extingida la vila de Alagoa Nova. Va ser novament elevat a la categoria de municipi amb la denominació d'Alagoa Nova, per la llei núm. 215, de 10 de novembre de 1904.
Alagoa Nova és a la conca hidrogràfica del riu Mamanguape. Els principals tributaris són els rius Mamanguape i Riachão, a més dels rierols Ribeira i Pinga, tots de règim de cabal intermitent.